# Музей Фабра
Музей Фабра (фр. Le musée Fabre) — художественный музей в Монпелье, один из важнейших региональных музеев Франции. Основан в 1828 году художником Франсуа-Ксавье Фабром.
Главная галерея искусств Монпелье — музей Фабра — расположена рядом с площадью Комедии на улице Rue Montpelliéret. Музей носит имя своего основателя, уроженца Монпелье художника Франсуа-Ксавье Фабра (1765—1837), автора полотен на темы древней истории и мифологии. Площадь музея — 9 200 квадратных метров. Он содержит около 800 работ, 900 гравюр и 3 500 рисунков времён XIV—XXI века.

## История
В 1802 году городу Монпелье было отдано 30 живописных полотен, которые легли в основу фонда городского музея, основанного во времена Первой Империи, сменившего множество временных мест. В 1825 году городской совет принял большую коллекцию работ неоклассического искусства от художника и коллекционера барона Франсуа-Ксавье Фабра.
Фабр был своим человеком в великосветских кругах. Он дружил с графиней Олбани и графом Витторио Альфиери, её любовником. После смерти последнего в 1803 году Фабр занял его место в будуаре графини. В 1824 году она умерла, и художник получил в наследство все владения графини Олбани и графа Альфиери, в том числе большую коллекцию картин. Вернувшись в Монпелье, Фабр подарил родному городу значительную часть этой коллекции, но поставил условие, что это пожертвование положит начало созданию музея, а в особняке, где будет располагаться коллекция, создадут необходимые условия проживания и для самого Фабра. Городские власти Монпелье согласилась на условия. В 1828 году в особняке Массилиан в восточной части Экюссона — исторического центра Монпелье — был открыт музей, которому было присвоено имя Фабра.
Музей размещается в здании, построенном в 1775 году на месте бывшего городского особняка. В 1654—1655 годах здесь давала представления театральная труппа Мольера. На этой же улице расположен ещё один бывший отель, который является теперь филиалом музея. В филиале хранятся экспонаты времён Второй империи, старинная мебель и произведения прикладного искусства.
Музей Фабра официально открылся 3 декабря 1828 года. Проживая в особняке рядом с коллекциями, Фабр выполнял функции надсмотрщика музея и продолжал приобретать для экспозиций разные произведения. В музейных фондах появились полотна голландских и фламандских живописцев (Рубенс, Давид Тенирс).
Щедрость Фабра заставила других горожан последовать его примеру. Антуан Валедо подарил городу коллекцию голландских и фламандских мастеров. После смерти Фабра в 1837 году его наследие, составившее более сотни картин и набросков, пополнило коллекцию музея.
Впоследствии музей Фабра требовал расширения выставочного пространства, поэтому к основному зданию добавили ряд зданий XIX века, фасады которых выходят на Эспланаду — широкую улицу с аллеями, а также бывший колледж иезуитов, построенный в XVIII веке.
С 1868 по 1876 годы директором музея Фабра был Альфред Брюйа. Большая часть его пожертвований приходится именно на этот период. Среди работ — Делакруа, Кабанель. В коллекции Брюйа находились работы Гюстава Курбе, в том числе «Купальщицы», один из лучших автопортретов художника («Мужчина с трубкой»), «Спящая пряха» и «Морской пляж в Палаваси». В музее Фабра находится 15 произведений Курбе, которые являются крупнейшей коллекцией его работ среди всех провинциальных музеев Франции.
В 1868 году семья живописца Фредерика Базиля также передала музею Фабра ряд произведений художников-импрессионистов. В разные периоды ощутимый вклад в пополнение фондов сделали известные музеи Франции: Лувр, Орсе, Национальный музей современного искусства. В 1870 году Жюль Канонье подарил коллекцию из 300 рисунков.
В 1968 году мадам Сабатье д’Эспейран, выполняя волю мужа — дипломата и библиографа, — отдала музею свой особняк вместе с коллекцией искусства.

## Масштабная реставрация
В 2003 году в музее Фабра начались работы, связанные с расширением и реорганизацией выставочного пространства. Площади экспозиций увеличилась до 10 тысяч квадратных метров, тысячу из которых выделили под проведение временных выставок. Маршрут экскурсий был построен по новой схеме, большое внимание уделили и оформлению интерьеров, следуя стилю XIX столетия. В отдельное крыло здания перевели произведения современных художников. Вход в музей Фабра сместили в сторону. Теперь он располагается в колледже иезуитов, а не в особняке Массилиан.
В новых помещениях выставлены большие собрания произведений искусства разных эпох и направлений. Здесь представлены авторы эпохи Возрождения, романтическая и историческая живопись. Выставлена большая коллекция современного искусства, среди авторов — известный художник-абстракционист Пьер Сулаж, который подарил галерее 20 своих полотен.
Здание открыли в феврале 2007 года. Реставрация обошлась в 63 миллиона евро. К закрытию музей Фабра имел 80 тысяч посетителей в год. В первый год после реставрации музей посетило 363 000 человек. Куратор музея Мишель Илер настаивал на больших переменах. По всему музею появились мультимедийные технологии. Посетители могут изучить коллекцию через компьютерные терминалы.
Кроме постоянной коллекции полотен, в музее устраиваются временные экспозиции. Среди событий 2010 года — выставка, посвящённая французскому импрессионизму. Большинство картин были предоставлены музеями США.
В 2010 году в особняке Кабрьер-Сабатье также открыт новый отдел музея, посвящённый декоративному и прикладному искусству. Также в конце 2010 года прошла большая выставка работ Александра Кабанеля. Из разных музеев мира было собрано 250 работ художника.
Музей Фабра входит в пятёрку крупнейших областных галерей Франции. Согласно Закону № 2002-5 от 4 января 2002 года имеет статус Национального музея.

## Коллекции
В собрание живописи, охватывающее период с XIV по XXI века, включены полотна таких старых мастеров, как Рубенс, Пуссен, Веронезе, Брейгель. Поздняя живопись представлена пятнадцатью полотнами Курбе, работами Делакруа, Энгра, Мане, Ренуара, Матисса и многих других авторов. В музее также выставлена керамика из европейских стран, скульптура, а также коллекция тканей. Более всего в музее представлены работы в направлениях романтизма, академизма, реализма и импрессионизма. В XX веке акцент делают на движении абстракционистов после войны.

### Живопись и скульптура XIV—XVII веков
Экспонаты этого периода можно разделить на три стилистические и хронологические группы: фламандская и голландская живопись XVII века, европейская живопись XIV — середины XVIII века, неоклассический период (конец XVIII — начало XIX веков).
Большой раздел посвящён Рубенсу и барокко. Собрание старых мастеров, относящееся к голландскому Золотому веку, представлено картинами Геррита Доу и Габриэля Метсю.
Европейскую живопись и скульптуру XV—XVIII веков представляют Педро де Кампанья, Бассано, Веронезе. Итальянскую живопись XVII века — полотна Караваджо, Альбани, Бернини, Легро.
Неоклассическая живопись является одним из основных разделов с точки зрения качества и содержания. Сюда относятся картины самого Фабра, Греза и Рейнольдса, пейзажи Верне, демонстрирующие изменения после революции, в то время как жанровые картины Северной Европы этого времени были романтическими.
Самые известные работы в этом разделе: три картины Петера Пауля Рубенса, две картины Петера Брейгеля-младшего; Жака-Луи Давида — пять картин, в том числе «Гектор», «Портрет доктора Альфонса Леруа»; Франциско Сурбарана — две картины, в том числе «Архангел Гавриил»; Николя Пуссен («Венера и Адонис»).

## Современность: XIX—XX века
Этот отдел расположен в северной части колледжа Иезуитов. Главные стили — ориентализм, реализм, фовизм, импрессионизм, абстракционизм. Но первым направлением, с которого и начинается раздел, является романтизм.
Живописцы начала XX века активно использовали цвета. Пьер Сулаж, произведения которого присутствуют в этом секторе, оказал серьёзное влияние на живопись 1950-х годов с его жёстко контролируемой техникой, сочетанием света и материалов и ограниченным диапазоном цветов. Тесная связь этого художника с музеем Фабра завершилась в 2002 году даром 22 картин.
Самые известные работы в секторе: 16 картин Гюстава Курбе, Эдгар Дега, «Медсестра в Люксембургском саду», 7 картин Эжена Делакруа, работы Анри Матисса, Пьера-Огюста Ренуара, Клода Моне и Эдуарда Мане.
Также в этом отделе находятся скульптуры Антуана Бурделя, Жермена Ришье, Рене Ише, Жана-Антуана Гудона.

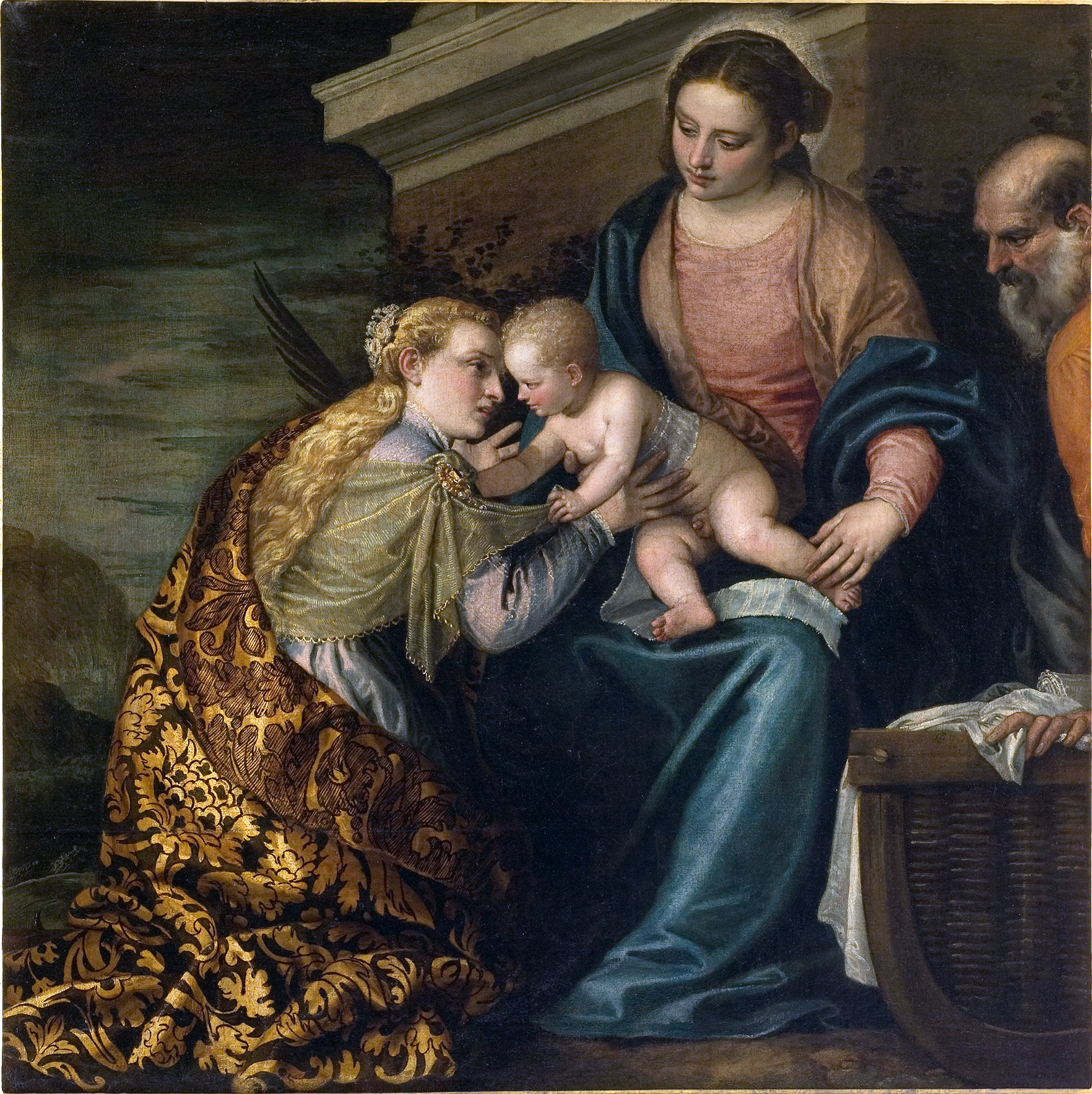
Паоло Веронезе. «Мистическое обручение св. Екатерины»
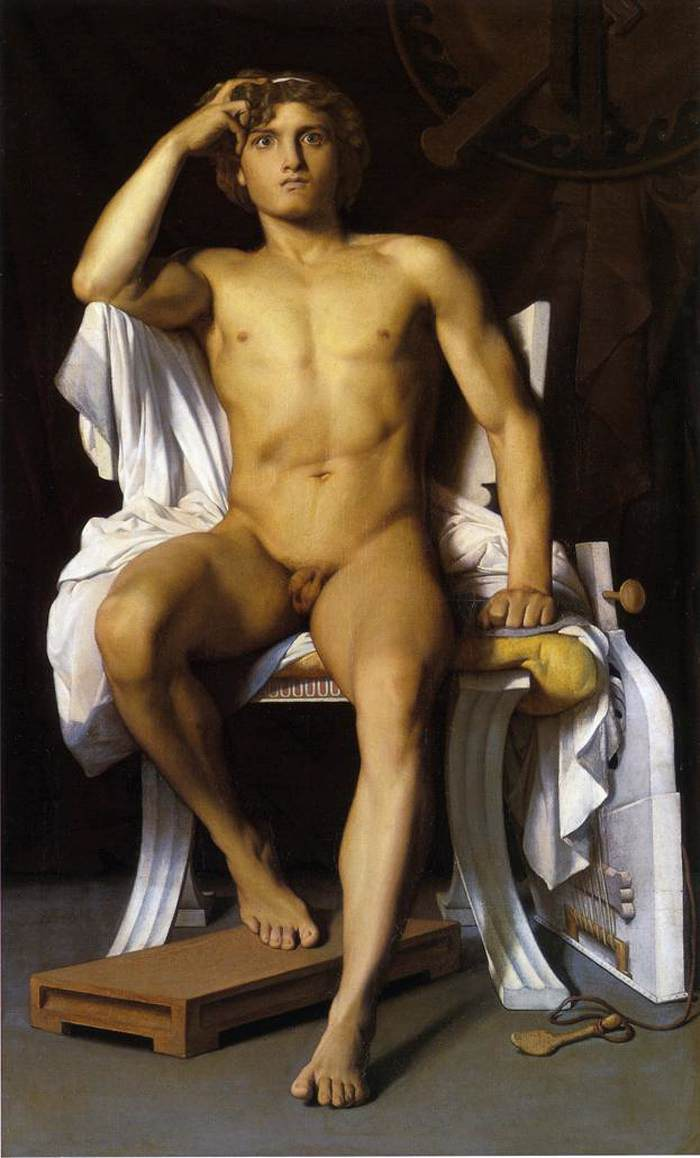
Леон Бенувиль. «Гнев Ахилла»
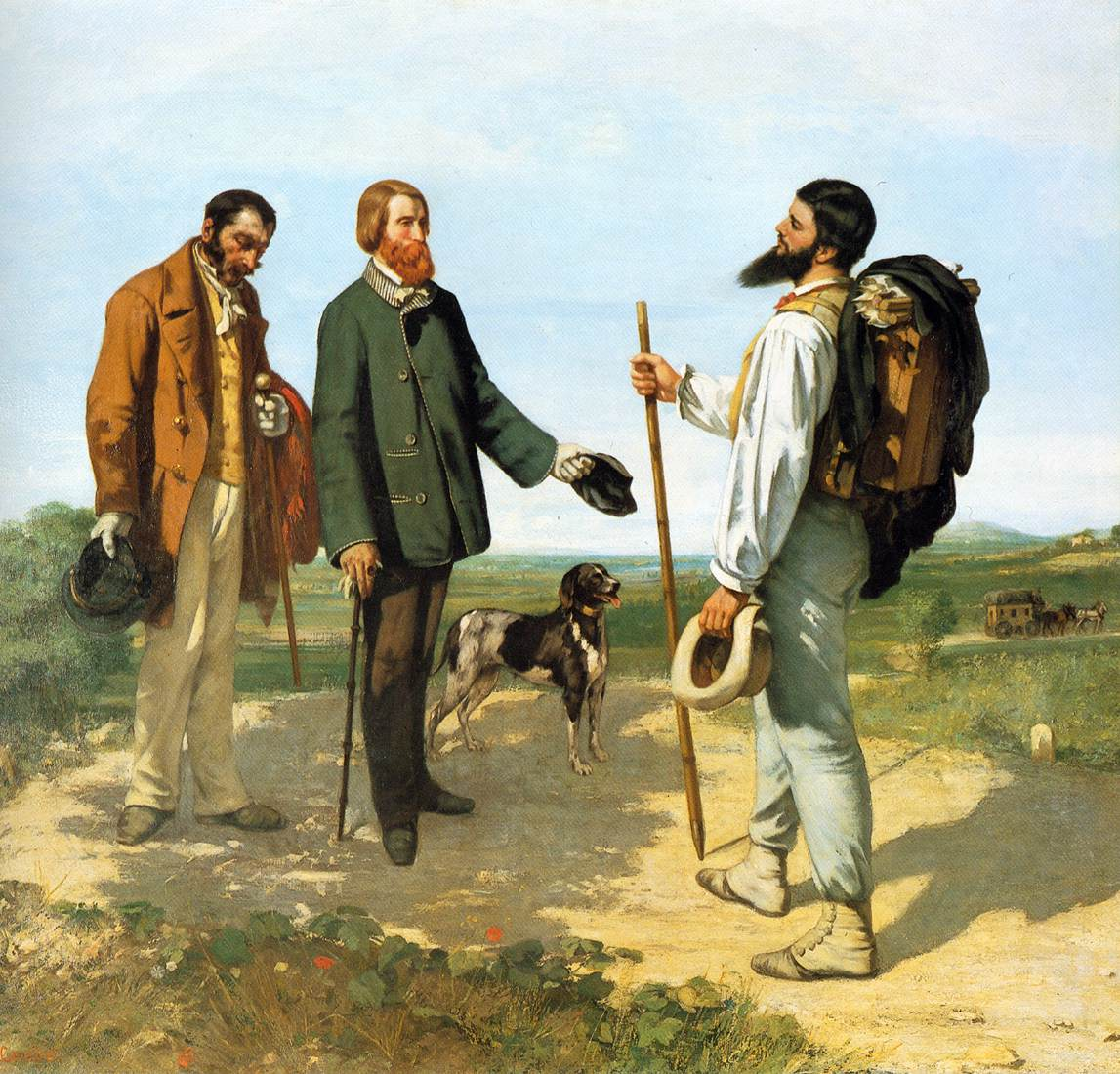
Гюстав Курбе. «Здравствуйте, мсье Курбе!»
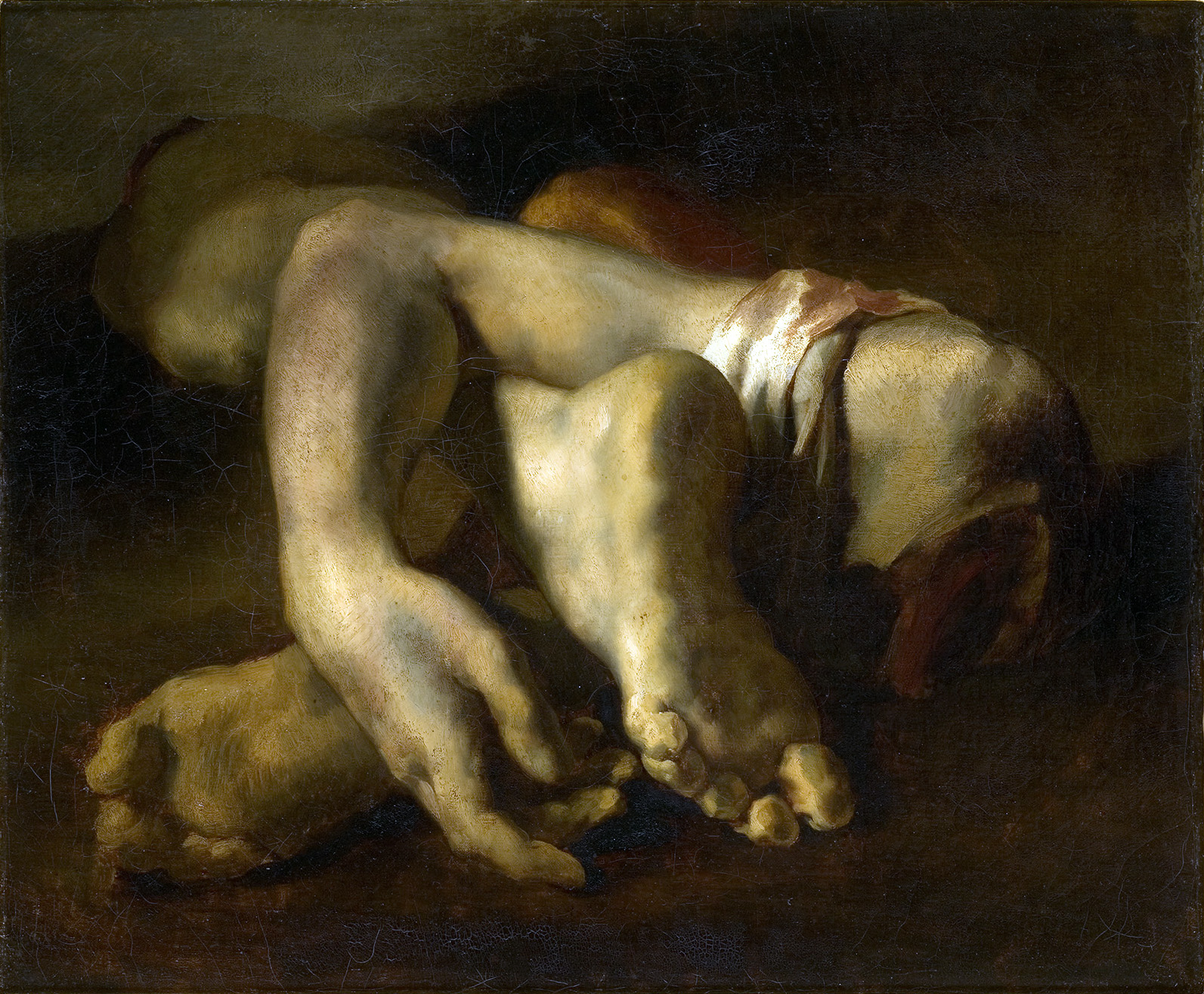
Жерико. Этюд рук и ног
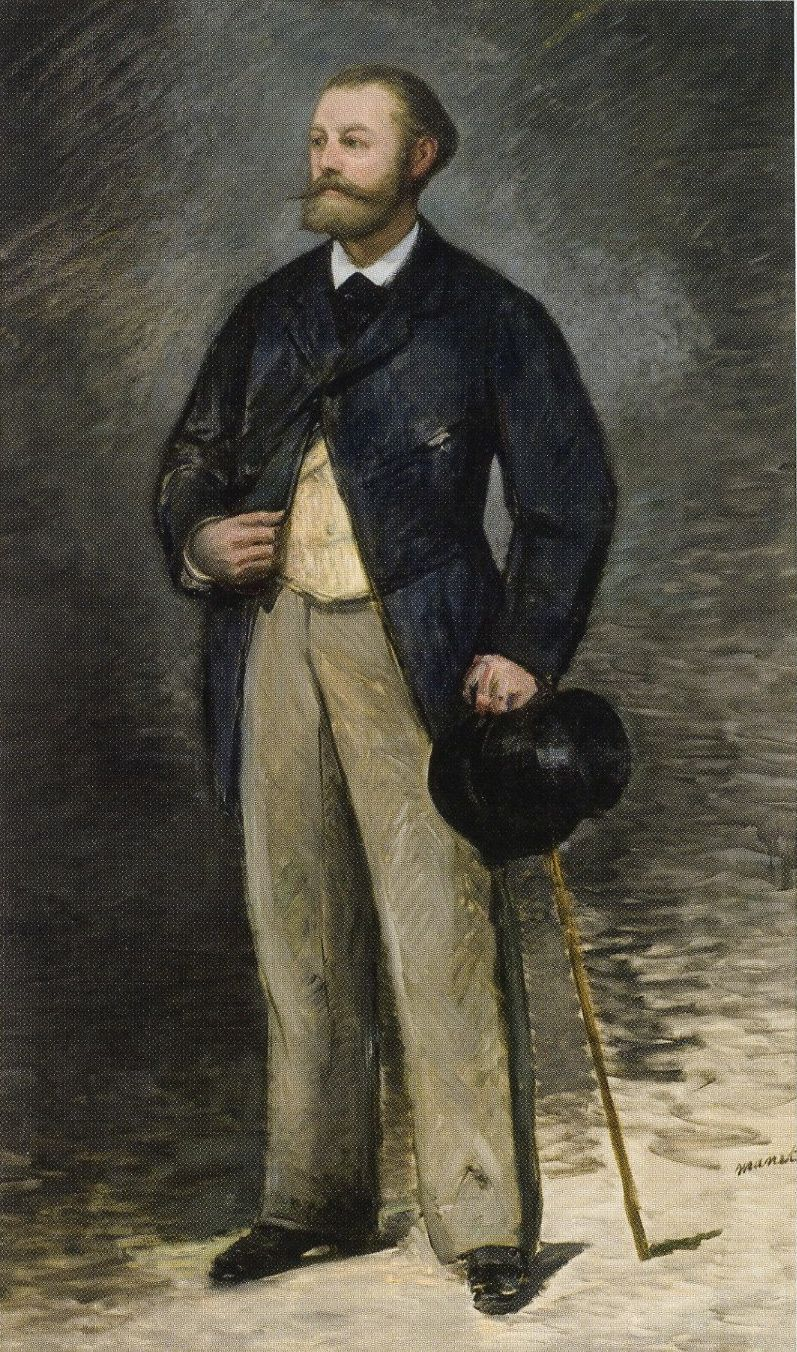
Эдуар Мане. Портрет А. Пруста

## Графика
Коллекция графики в музее Фабра является одной из лучших во Франции. Она включает рисунки от эпохи Возрождения до XX века — более 4000 работ.
Важнейшей частью является ансамбль рисунков XVII и XVIII веков с работами Пуссена, Лебрена, Буше, Фрагонара. Благодаря Франсуа-Ксавье Фабру музей также имеет свою коллекцию классицистических рисунков. Также здесь есть работы Милле, Делакруа и Бари, итальянские коллекции, при этом даже некоторые рисунки Рафаэля, которые недавно были отреставрированы.
В 1996 году коллекция была дополнена около 300 современными произведениями, которые обеспечивают панораму второй половины XX века. Крупнейшие работы: Себастьян Бурдон, Франсуа Ксавье-Фабр, Никола Пуссен, Шарль Ле Брун, Рафаэль.

## Декоративное искусство
Коллекция декоративно-прикладного искусства возникла в 1967 году по завещанию мадам Фредерик Сабатье д’Эспейран. Она имела большую коллекцию искусства. Мадам выполнила желание мужа, дипломата и библиофила, который хотел сделать вклад в наследие родного города. Коллекция декоративного искусства насчитывает около 2300 экспонатов.
Два этажа здания оформлены в стиле Наполеона III, что является свидетельством роскошной жизни семьи во второй половине XIX века. Особняк включает коллекции мебели и предметов искусства XVIII века. Есть работы знаменитых мастеров-краснодеревщиков (Пилл, Сене, Бюри), скульптуры.
Эта коллекция состоит из европейской керамики и фарфора XVI—XIX века, включает в себя представителей итальянской майолики, фаянса из Монпелье и юго-западной Франции, Страсбурга, Делфта и Мейсена.